# Amphiprion melanopus
Amphiprion melanopus — вид окунеподібних риб родини помацентрових.

## Поширення
Він, переважно, зустрічається у західній та південній частині Тихого океану, але і можуть бути знайдені у центральній частині Тихого океану. Він також зустрічається у водах біля узбережжя Північної і Західної Австралії.

## Опис
Тіло завдовжки до 12 см.

## Спосіб життя
Це територіальна риба, що живе між актиніями видів Entacmaea quadricolor, Heteractis crispa, Heteractis magnifica. Це всеїдна рибка живиться зоопланктоном та водоростями.